# Колониальная история США

Владения европейских держав в Северной Америке в середине XVIII в. Британские (розовый цвет), французские (голубой цвет), испанские (оранжевый цвет), территории уступленные Францией Британии в 1713 г. показаны фиолетовым цветом. Границы современных штатов США и Канады нанесены белыми линиями.

Колониальная история США покрывает период от начала европейской колонизации Америки, в особенности английской колонизации, до Декларации независимости в 1776 году. В конце XVI века Британия, Франция, Швеция, Испания и Голландия начали колонизацию Северной Америки. Многие колонии, например, широко известная колония Роанок, были оставлены или бесследно исчезли, но некоторые оказались успешными. Первые европейские колонисты происходили из разных социальных слоев и религиозных конфессий. Аристократы постоянно в Америке не селились, в основном перебирались за океан авантюристы, военные, фермеры и торговцы. Англичане Джеймстауна и Новой Англии, голландцы из Новых Нидерландов, финны и шведы из Новой Швеции прибывали в Новый Свет и строили свои колонии, каждую со своей уникальной культурой, особой социальной структурой, экономикой, политикой и религией.
Историки в основном выделяют четыре региона, в которых формировался современный восток США: Новая Англия на севере, колонии на берегах Чесапикского залива на юге, Средние (Срединные) колонии на атлантическом побережье между ними и колонии, образовавшиеся южнее Чесапикского залива. Некоторые авторы выделяют также пятый регион, фронтир, не имеющий выхода к океану и не обособленный политически. Большая часть местного индейского населения к началу колонизации уже вымерла из-за новых для него болезней, занесенных в Америку мореплавателями и миссионерами ещё до конца XVI века..

## Цели колонизации
По сравнению с местным населением, европейские колонисты были значительно лучше вооружены и имели опыт европейского культурного развития. Испанцы и португальцы к этому времени только что вышли из длительного периода реконкисты, в ходе которого обрели опыт завоеваний и освоения новых территорий. Их армии были готовы к продолжению боевых действий и искали новых трофеев, а их флот был приспособлен для океанских плаваний. Некоторые другие европейские нации также умели строить океанские суда, но были не столь опытны в колонизации новых земель и отставали в строительстве своих колониальных империй. Однако англичане имели существенное преимущество в том, что их колонии были преимущественно частными инвестиционными предприятиями и требовали существенно меньшей поддержки со стороны своего правительства.

## Испанские колонии
Значительная часть современных США ранее была под контролем Испании, в том числе: территории к западу от реки Миссисипи, Луизиана, Флорида, а также часть современных штатов Миссисипи и Джорджия.

Вице-королевство Новая Испания с 1763 по 1801 год

### Флорида
Во Флориде Испания с XVI века имела несколько небольших форпостов, важнейший из которых Сент-Огастин (Флорида), основанный в 1565 году, был несколько раз атакован и сожжен, но отстраивался вновь и остался первым из ныне существующих постоянным поселением европейцев на территории США. В частности, во время войны за испанское наследство англичане из Южной Каролины в 1702 и 1704 годах предприняли два широкомасштабных вторжения во Флориду, разрушив всю систему испанских фортов и миссий. За ними пришли индейцы племени ямаси, угнавшие в рабство практически все местное население. В середине того же XVIII столетия Флорида пережила вторжение семинолов, истребивших остатки местных индейских племен. Когда в 1763 году полуостров был передан под контроль Великобритании, здесь проживало лишь около 3000 испанцев, которые вскоре покинули страну. Даже после возвращения Флориды Испании в 1783 году испанцы больше не хотели селиться в этих краях, и в 1819 году Флорида перешла во владение США.

### Нью-Мексико
В течение XVI века испанцы активно исследовали территорию современных США. В конце 1530-х годов Эрнандо де Сото открыл Миссисипи и дошёл до долины реки Арканзас. Одним из наиболее значительных путешественников того времени был Франсиско Васкес де Коронадо, чья экспедиция в 1540-41 годах проследовала по территориям современных штатов Нью-Мексико, Аризона, Колорадо, Оклахома и Канзас. Однако эти экспедиции были чисто исследовательскими и никаких попыток основания постоянных поселений не предпринимали.
Первым испанским поселением в Нью-Мексико стал Сан-Хуан, основанный Хуаном де Оньяте в 1598 году. Несколько позднее, около 1609 года, был основан город Санта-Фе (Нью-Мексико). Вторая волна испанской колонизации началась в 1692 году после восстания индейских племен пуэбло, на время изгнавших испанцев со своей земли. Новый губернатор Диего де Варгас восстановил здесь власть Испании, которая, несмотря на притязания со стороны Франции, Техаса и США, держалась затем более двух столетий, до провозглашения независимости Мексики и прихода американских войск в 1846 году. Многие местные жители до сих пор владеют своими землями по праву, закрепленному за ними ещё испанским правительством.

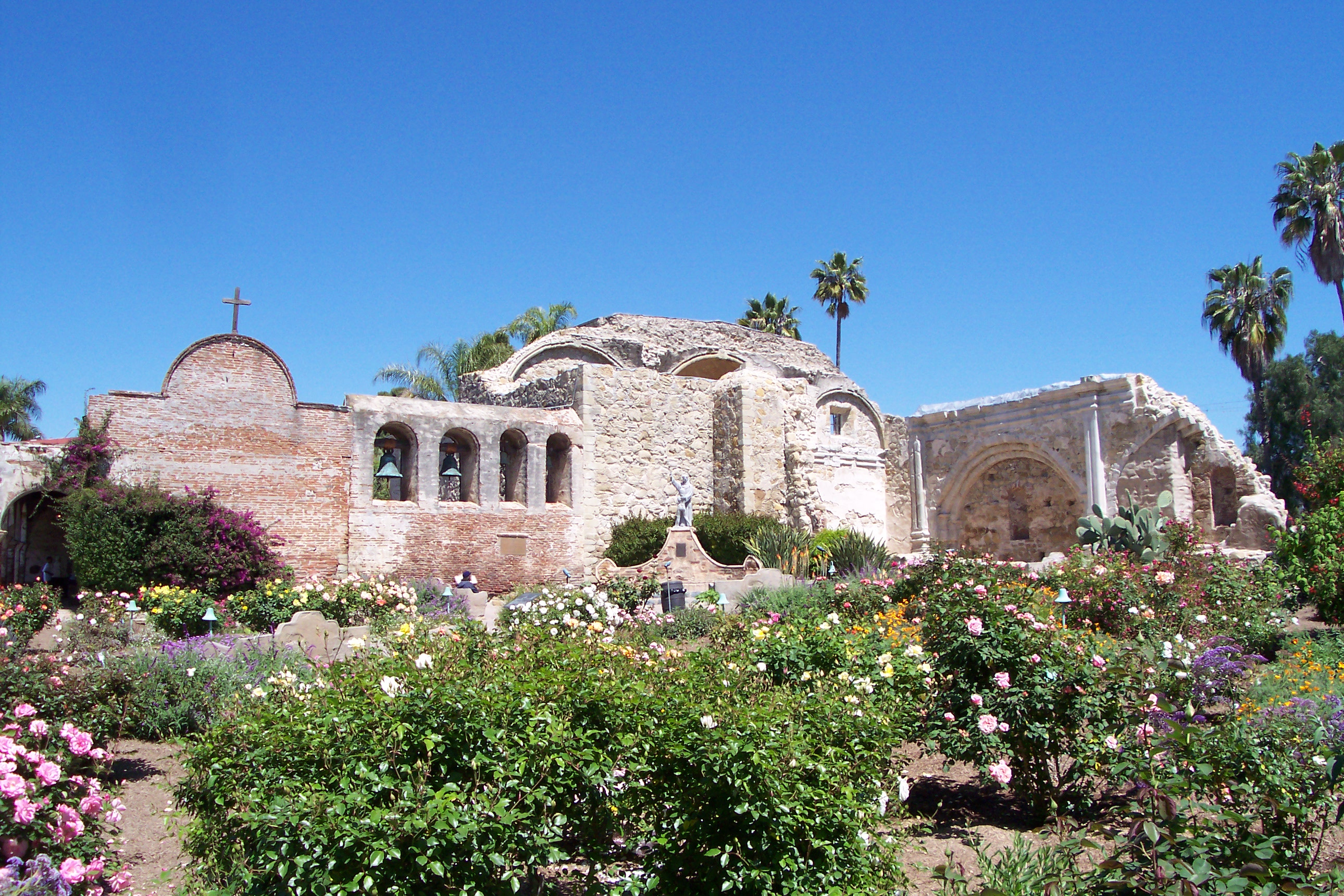
Развалины испанской миссии Сан-Хуан Капистрано в Калифорнии

### Калифорния
Испанские суда плавали вдоль берегов Калифорнии, начиная с XVI века, но постоянных испанских поселений в то время здесь не было. Лишь во второй половине XVIII века в прибрежных регионах началось строительство первых испанских миссий, городков и ранчо. Первой из них была миссия Сан-Диего де Алькала, основанная францисканским миссионером Хуниперо Серра в 1769 году Система католических миссий, которые располагались в одном дне пути одна от другой, перемежались фортами (presidios) с испанскими гарнизонами или городками (pueblos) под испанским управлением, расположенными вдоль побережья Тихого океана. Кроме водного пути их соединяла дорога по суше, El Camino Real (королевская дорога), впоследствии превращенная в первое калифорнийское шоссе. К 1820 году эта цепь прибрежных поселений на севере достигала бухты Сан-Франциско, но вглубь континента испанская власть простиралась не более, чем на 50 км, а далее начинались владения индейских племен общей численностью, по некоторым оценкам, до 200—250 тысяч человек. После провозглашения независимости мексиканское правительство выслало всех миссионеров и закрыло миссии, а земли передало под ранчо для разведения овец и крупного рогатого скота. К 1840-м годам испанское население Калифорнии (Californios) достигало около 10000 человек.

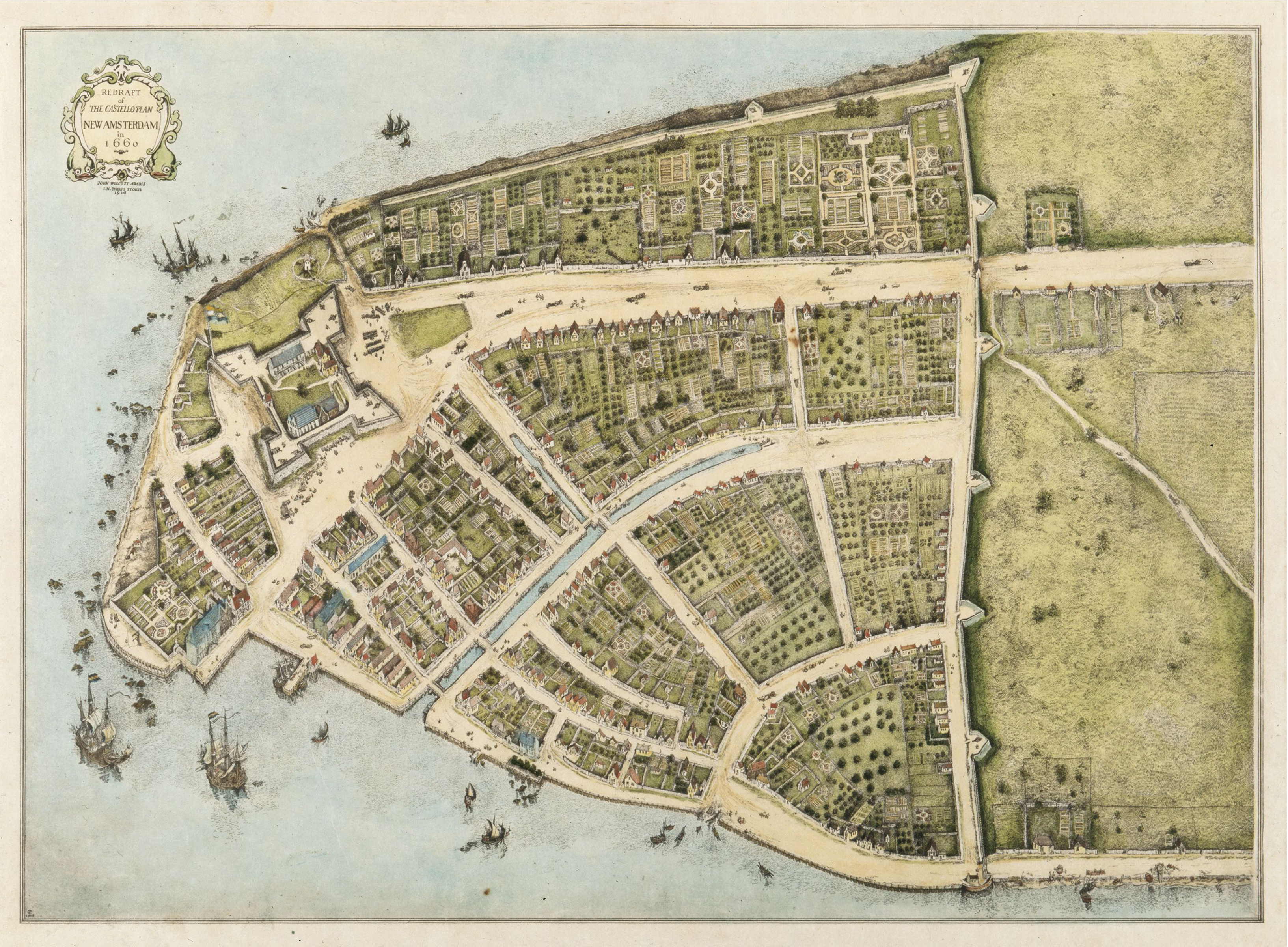
Карта Нового Амстердама в 1660-х годах

## Новые Нидерланды
Новые Нидерланды (нидерл. Nieuw-Nederland), голландская колония, основанная в 1614 году на территории современного штата Нью-Йорк и некоторых прилегающих к нему территорий. Максимальная численность её европейского населения достигала 10000 человек. Голландцы установили здесь патронатную систему крупного землевладения. Патрон (patroon) — владелец или глава некоторой частной компании — имел на своей земле права феодального сеньора. Кроме того, голландцы ввели в Америке религиозную толерантность и свободу торговли. Главный город колонии, Новый Амстердам, был основан в 1625 году в южной части острова Манхэттен. В 1664 году он был впервые захвачен англичанами, а в 1674 году окончательно присоединен к английским колониям и переименован в город Нью-Йорк. Тем не менее, голландские землевладельцы остались под британским управлением и до 1820-х годов поселения в долине реки Гудзон сохраняли облик типичный для Нидерландов.

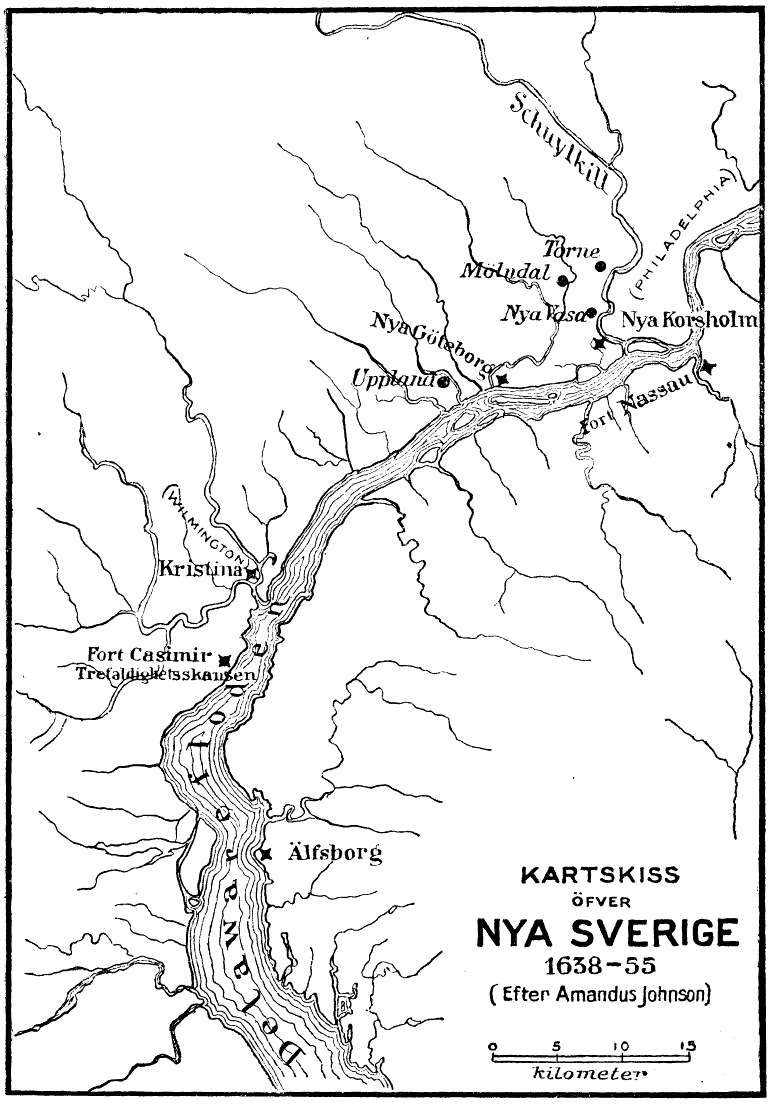
Карта Новой Швеции в середине XVII в.

## Новая Швеция
Колония Новая Швеция (швед. Nya Sverige) существовала в 1638—1655 годах в долине реки Делавэр. Центром её был Форт Кристина. В 1655 году она была захвачена голландцами и присоединена к Новым Нидерландам, а шведское культурное наследие вскоре исчезло.

## Новая Франция
Обширная по площади, но редко населенная французская Америка вначале частями, а в 1763 году — по итогам Семилетней войны — практически полностью была присоединена к владениям других европейских держав, в основном, Великобритании. В 1803 году та часть бывшей Новой Франции, которая отошла к Испании, перешла под контроль США в результате Луизианской покупки.

## Русские колонии
Россия исследовала регион, который позже стал известен как Аляска, начиная со второй Камчатской экспедиции 1730—1740-х годов. Первое русское поселение в Америке было основано в 1784 году Г. И. Шелиховым. Им же совместно с Н. П. Резановым была основана Российско-Американская Компания для торговли мехами. В 1867 году после продажи Аляски США почти все русские покинули Америку за исключением некоторых миссионеров Русской православной церкви.

## Британские колонии

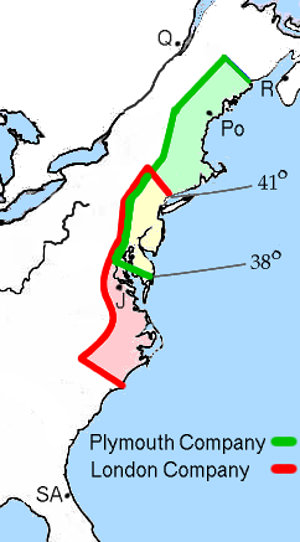
Гранты 1606 г., выданные королём Яковом I Лондонской и Плимутской компаниям. Положение Джеймстауна показано буквой J.

Британская колонизация Америки началась в XVII веке. Её основными мотивами были поиски выгодного вложения финансов, бегство из перенаселенной Европы или от преследований на религиозной почве. Первыми колонистами были преимущественно наемные работники, молодые люди, завербованные для участия в заокеанских экспедициях и ищущие места для устройства своей жизни в новых условиях, где нет столь высокой конкуренции, как на родине. Кроме того, британские власти сослали в американские колонии около 50 тыс. осужденных за различные преступления.

### Регион Чесапикского залива

#### Виргиния
Первым успешным постоянным английским поселением в Америке стал Джеймстаун, получивший своё название в честь правившего в то время короля Якова I (англ. James I). Он был основан в 1607 г. близ Чесапикского залива представителями частной Лондонской Виргинской компании, финансировавшей поиски в Америке золота. Хотя золота не нашли, колония пережила трудный период адаптации, когда смертность от голода, болезней и военных столкновений с индейцами была чрезвычайно высока. Коммерческий успех предприятия был достигнут благодаря разведению табака для экспорта в Европу. К концу XVII в. это привлекло в колонию богатых людей, основавших обширные плантации с широким применением рабского труда.

#### Мэрилэнд
Берега Чесапикского залива уже были исследованы и частично заселены выходцами из Виргинии, когда в 1634 г. прибыли новые колонисты во главе с Келициусом Калвертом, целью которых было основание колонии для католиков, которые в протестантской Англии стали преследуемым религиозным меньшинством. Хотя временами управление Мерилэндом переходило к короне, влияние семьи Калвертов, баронов Балтиморов, сохранялось здесь до конца XVIII в.

### Новая Англия

#### Пуритане
Пуритане, создавшие английские колонии в бухте Массачусетс, представляли собой религиозное меньшинство, эмигрировавшее из Англии, чтобы основать собственную церковь, очищенную от предрассудков церкви традиционной, как англиканской, так и католической. Их первая группа, называемая отцы-пилигримы, прибыла в 1620 г. на знаменитом корабле «Мейфлауэр» и основала Плимутскую колонию (в будущем город Плимут (Массачусетс). К 1640 г. в Плимуте, Бостоне и их окрестностях поселилось около 20 тыс. пуритан. Основанное ими общество было чрезвычайно религиозным, замкнутым и необычным по своему политическому устройству, что до сих пор оказывает существенное влияние на политику и культуру США. В частности, подписанное пилигримами Мэйфлауэрское соглашение, заложило не только основы самоуправления их колонии, но и всей будущей государственности США, а идеи американской исключительности во многом восходят именно к пуританской религиозной традиции.
Экономика Новой Англии была основана на фермерском хозяйстве, ориентированном на самообеспечение, а не на товарном производстве, как на юге. Тем не менее, здесь также развивалось кораблестроение, чему способствовало присутствие значительных лесных массивов, в то время как в Англии к тому времени леса почти исчезли, и возможности для кораблестроения на Британских островах были ограничены.

#### Другие колонии Новой Англии
Религиозная нетерпимость пуритан вскоре привела к изгнанию из колонии ряда религиозных общин, в частности, возглавляемой Роджером Уильямсом, призывавшим к толерантности, отделению церкви от государства и окончательному разрыву с англиканской церковью. В результате община Уильямса основала по соседству новую колонию Род-Айленд.
Другой колонией, возникшей к югу от Массачусетской, стала «Речная колония», основанная в устье реки Коннектикут. Позже она была оформлена как колония (после провозглашения независимости — штат) Коннектикут.
В правление короля Якова II колонии Новой Англии на несколько лет были объединены в доминион под управлением губернатора, назначенного правительством. Ликвидация самоуправления вызвала серьёзное недовольство колонистов, вылившееся во время Славной революции в Англии в открытый бунт.

### Средние колонии
Современные штаты Нью-Йорк, Нью-Джерси, Пенсильвания, Делавэр стали английскими колониями к концу XVII в. С самого начала они были заселены выходцами из разных стран Европы, так как на значительной части этого региона ранее уже существовали голландские колонии Новые Нидерланды, а для заселения территорий Пенсильвания и Делавэр колонистов рекрутировали не только в Великобритании, но и в континентальной Европе. Особенно много поселенцев прибыло сюда из Германии. Крупнейшими центрами Средних колоний стали Нью-Йорк и Филадельфия.

### Крайний Юг
В колониальную эпоху южными колониями считались те, которые расположены в регионе Чесапикского залива (Виргиния, Мэриленд, иногда к им причисляли и Делавэр) и возникшие позже к югу от них (Каролина, впоследствии разделенная на Северную и Южную, а также Джорджия).

#### Каролины
Из колоний крайнего Юга Каролина возникла первой. Вначале это было частное владение, принадлежащее группе «Лордов-собственников», которые получили грант на основание колонии от короля Карла II в 1663 году. До 1670 года она оставалась официально незаселенной, хотя в регионе, пограничном с Виргинией, возникли Албемарлские поселения. Наконец, экспедиция, финансированная лордами-собственниками, прибыла в Америку и основала город Чарльстон, получивший своё название в честь короля (первоначально Charles Town, город Чарльза). Первые поселенцы прибыли из английской колонии на острове Барбадос и привезли с собой культуру выращивания сахарного тростника вместе с африканскими рабами, работавшими на плантациях. К началу XVIII века в Каролине было введено выращивание риса, также завезенного из Африки. В результате население оказалось многонациональным. Кроме англичан из Виргинии и с Барбадоса, а также американских индейцев здесь оказались африканцы и гугеноты, изгнанные из Франции правительством Людовика XIV. Колония, оказавшаяся неподалёку от испанской Флориды, участвовала в войнах короля Вильгельма и королевы Анны. В 1715 году война с индейцами племени ямаси поставила её на грань выживания. К 1729 году Лорды-собственники, неспособные далее обеспечивать защиту колонии от внутренних и внешних угроз, вынуждены были уступить свои земли короне.

#### Джорджия

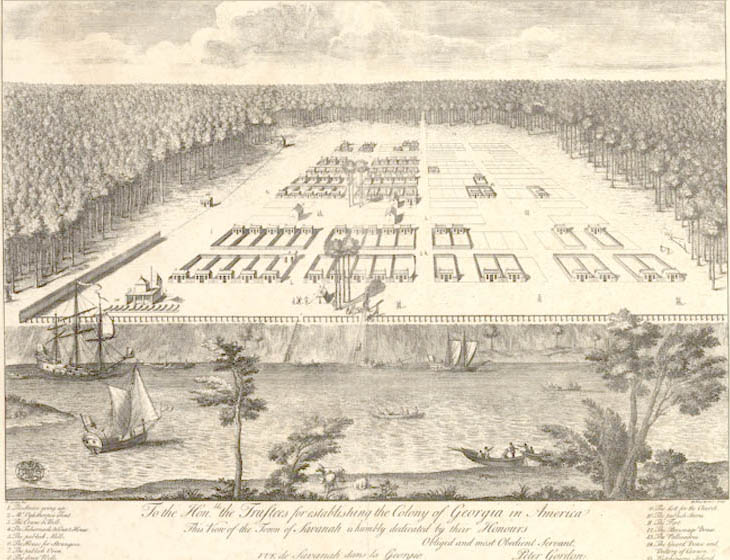
Саванна, столица Джорджии, в начале XVIII в.

Для защиты Каролины от испанцев член британского парламента Джеймс Оглторп предложил организовать ещё одну колонию военизированного типа на пограничной территории между английскими и испанскими владениями и заселить её англичанами, приговоренными к тюремному заключению за долги. Первые колонисты были отправлены в Джорджию в 1733 г.

#### Флорида
В 1763 г. по итогам Семилетней войны Великобритания получила от Испании права на Флориду. Во время американской революции Флорида оставалась верной британской короне и в 1783 г. была возвращена Испании в обмен на Багамские Острова. Но испанцы больше не хотели там селиться, и в 1819 г. уступили территорию США.

## Управление британскими колониями
Каждая британская колония имела своего представителя в Лондоне (колониального агента).
К 1776 г. в колониях существовало три основных формы управления: провинциальное, частное и по королевскому патенту. Все три формы были подчинены правительству короля и не имели прямого отношения к парламенту.

### Провинциальное управление
Нью-Йорк, Нью-Гэмпшир, Виргиния, Каролины и Джорджия были провинциальными колониями. Они управлялись губернатором, которого назначал король. Как губернатор, так и его помощники, состояли на жаловании от британского правительства. Они могли созывать местное представительное собрание, состоящее по образцу парламента из двух палат, верхней — совета при губернаторе, и нижней — ассамблеи представителей колонистов. Губернатор обладал правом вето, а также мог отложить утверждение решений ассамблеи или вообще её распустить. В любом случае решения ассамблеи не должны были противоречить английскому законодательству.

### Частные колонии
Пенсильвания, Делавэр, Нью-Джерси и Мэриленд были частными владениями. Они управлялись в целом так же, как и королевские, но губернатора назначал не король, а лорд-владелец.

### Патент
Массачусетс, Род-Айленд и Коннектикут управлялись патентовладельцами. Их органы самоуправления были организованы в соответствии с королевским патентом, который давал им право на территории и самоуправление через представительные органы. Патент здесь играл роль конституции и разделял законодательную, исполнительную и судебную власти.

### Политическая культура
Существовавшая в колониях политическая структура привлекала одаренных молодых людей к политической активности.
Во-первых, в отличие от Британских островов, где правом голоса обладало в то время не более 1 % населения, в колониях каждый свободный местный житель имел право голосовать.
Во-вторых, представительные органы колонистов принимали решения по существенно большему кругу вопросов. Они распределяли земельные владения, коммерческие субсидии, налогообложение, следили за состоянием дорог, таверн и школ, принимали решения о поддержке бедноты. Колонисты подчинялись не отсутствующему лорду, а решениям местных судей и присяжных. Это вскоре привело к распространению профессии юриста, активное участие которых в политической жизни впоследствии стало характерной чертой американской революции.
В-третьих, американские колонии были в XVIII в. уникальным местом, где местные законы принимали представители столь разных этнических и религиозных сообществ. В то время как в Европе власть принадлежала аристократам и церкви, в Америке политическая культура учитывала интересы многочисленных экономических, социальных, религиозных этнических групп или сообществ, объединённых по географии расселения, в том числе купцов, крупных и мелких землевладельцев, ремесленников, прихожан англиканских, пресвитерианских, лютеранских церквей, квакеров, англичан, немцев, голландцев, шотландцев, ирландцев, местных уроженцев и других групп, выделяющихся среди всех остальных.
Наконец, в колониях сложились политические ценности республиканского самоуправления, подчеркивающие гражданское равноправие и осуждающие аристократизм, коррупцию и роскошь. В конце XVIII в. они и привели колонии к революции.
В конце XVIII в. в Америке ещё не было стабильных политических партий. Группы влияния выделялись в виде фракций местных ассамблей, которые вели бесконечные споры с губернаторами. Кроме того, национальные меньшинства, особенно многочисленные у ирландцев и немцев, заселявших целые города и округа, также голосовали избирательными блоками и продвигали своих представителей в ассамблеи. Этнокультурные особенности были наиболее заметны в Пенсильвании, где влияние квакеров в 1756-76 гг. постепенно слабело, а политическая сила пресвитерианских общин ирландцев и шотландцев, составивших избирательный блок с немцами, — возрастала.

## Объединение британских колоний

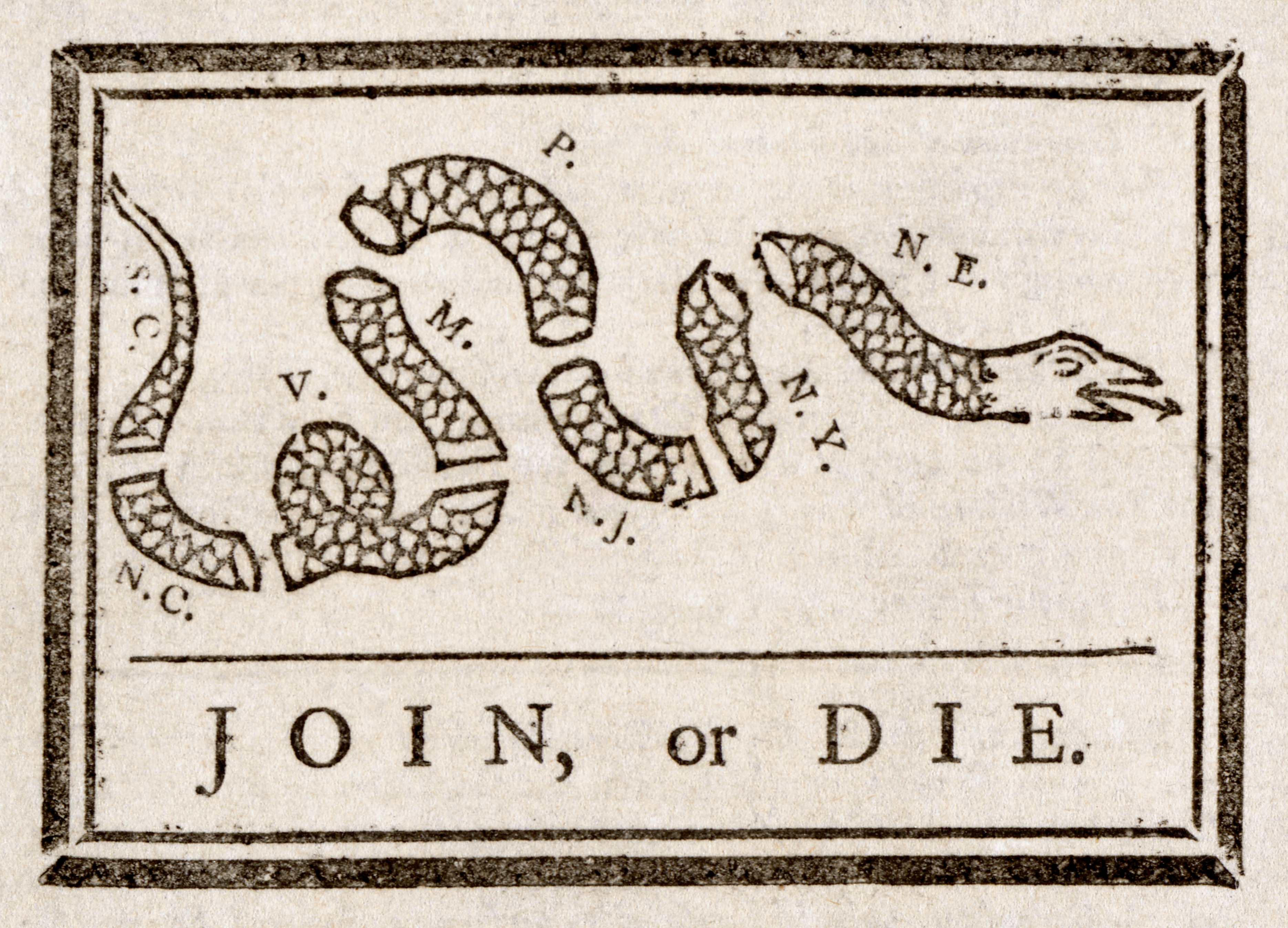
«Объединимся или умрём». Политическая карикатура Бенджамина Франклина

### Война за Австрийское наследство
Одним из первых событий, которые впоследствии привели к объединению прежде разрозненных британских колоний в Америке в единое государство, стала война за австрийское наследство, в США известная также как война короля Георга (1740—1748 гг.). Хотя большая часть военных действий происходила в Европе, Новая Англия и Нью-Йорк также стали театром войны между англичанами и французами, в которой участвовали их индейские союзники.
На конгрессе колонистов в Олбани 1754 г. Бенджамин Франклин предложил создать общий совет для выработки решений, касающихся организации совместной обороны и политики в отношении индейцев. Хотя это предложение было отвергнуто как ассамблеями колоний, так и королём Георгом II, оно стало одной из первых попыток объединения английских колоний в Америке.

### Североамериканский театр Семилетней войны

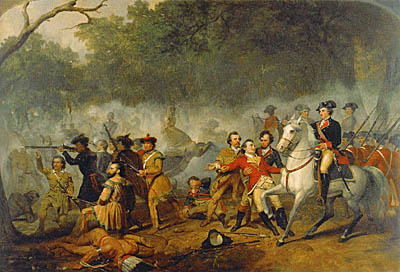
Джордж Вашингтон в одном из боев «войны с французами и индейцами»

Война, которую англичане называли «войной с французами и индейцами» (1754—1763 гг.) составляла часть глобального военного конфликта между европейскими колониальными державами, известного как Семилетняя война. В то время как прежде войны начинались в Европе и затем распространялись на колонии, на этот раз первые выстрелы прозвучали в Северной Америке. Одним из поводов к Семилетней войне стала нараставшая конкуренция между англичанами и французами за колонизацию региона Великих озёр и бассейна реки Огайо. Значимость американских колоний для Англии на тот момент была такова, что британский премьер-министр Уильям Питт Старший принял решение выиграть эту войну любой ценой, и в результате Америка впервые стала одним из театров мировой войны.
В ходе военных действий, в которых активно участвовали и ополченцы из числа колонистов, им нередко приходилось делать далекие переходы и воевать плечом к плечу с такими же американцами из других колоний, с которыми они в мирной жизни никаких отношений не поддерживали. Ополченцы (в частности, Джордж Вашингтон) получили опыт боевых действий, который впоследствии пригодился им в ходе войны за независимость. Опыт кооперации получили, наконец, и местные органы самоуправления

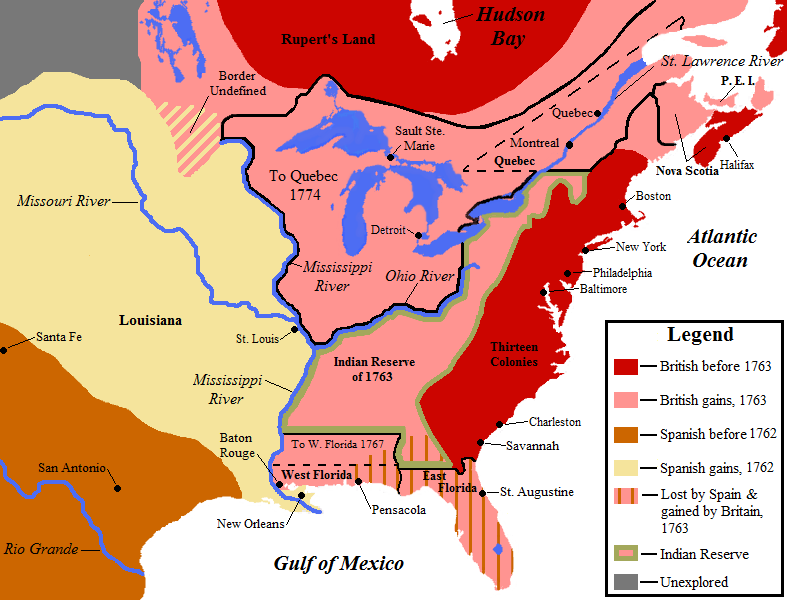
Территориальные изменения в Северной Америке по итогам Семилетней войны. Британские колонии до 1763 г. обозначены красным цветом, приобретенные после войны — розовым.

По Парижскому договору 1763 г. Франция лишилась всех своих владений на Североамериканском континенте, которые были разделены между Великобританией и Испанией. Кроме того, Англия получила также испанскую Флориду. Главная военная угроза британским колониям в Северной Америке была ликвидирована. Однако одновременно у колонистов исчезла и необходимость в британском военном присутствии, в то время как английское правительство решило возложить все финансовые издержки войны на колонии, что стало одной из причин приближения американской революции.

### Связи с Британской империей
Хотя колонии существенно отличались одна от другой, все они входили в Британскую империю, и не только формально. Сложившаяся в течение двух столетий американская элита Бостона, Нью-Йорка, Чарльстона и Филадельфии считала себя британской. Хотя многие её представители никогда не были на Британских островах, английский стиль в одежде, этикете и даже танцах считался эталонным. Богатые особняки строили в георгианском стиле, местная мебель копировала образцы Чиппендейла, а образованные люди участвовали в европейской интеллектуальной жизни и, в частности, в движении Просвещения. Многие местные жители считали как минимум портовые города английской Америки британскими.

#### Политическая структура
Даже в особенностях структуры самоуправления колоний проявлялись связи политической жизни между колониями и метрополией. Многие колониальные политические лидеры придерживались взглядов британской парламентской оппозиции, которая в то время состояла из вигов. Сама структура органов самоуправления копировала аналогичные структуры, предусмотренные британской конституцией. Губернатор по своему положению соответствовал королю, его совет — палате лордов, а колониальные ассамблеи — палате общин. Многие колониальные законы были взяты непосредственно из английского права, и до сих пор законодательство США генетически происходит из английской системы общего права. В конце концов, споры вокруг политических идеалов, в особенности, политического представительства и республиканского правления привели к американской революции.

#### Торговля
Ещё одна особенность, объединяющая все колонии, представляла собой зависимость от британского импорта. Быстрое развитие экономики Великобритании в XVIII в. ориентировало её производство на экспорт, и колонии стали важным рынком сбыта британских товаров. Только между 1740 и 1770 гг. импорт британских товаров в Америку вырос на 360 %. В результате в колониях сформировалась единая структура потребительского рынка. Во время революции это стало причиной для ряда протестных действий, таких как бостонское чаепитие.

### Противостояние с метрополией
Объединяющим фактором для американских колоний стало и противостояние с метрополией, в которое они втянулись после принятия в 1763 г. Королевской декларации, ограничивающей права всех колоний на операции на территориях, отвоеванных у Франции в результате Семилетней войны. Все тринадцать британских колоний, растянувшихся в течение XVII—XVIII вв. вдоль атлантического побережья, на западе граничили с этими новыми территориями по горам Аппалачи. Согласно Королевской прокламации эти горы стали теперь препятствием для дальнейшей экспансии на фронтир. Недовольство колонистов было ещё подогрето законами о все новых налогах, которыми их облагали в пользу Великобритании, например, по Акту о гербовом сборе 1765 г.

## Колониальный образ жизни

### Новая Англия
Пуритане жили самоуправляемыми коммунами, состоявшими преимущественно из фермеров и их семей. Земля принадлежала мужчинам, которые распределяли её между собой пропорционально социальному статусу. Тем не менее, некоторое землевладение, достаточное для содержания семьи, доставалось каждому белому мужчине, если он не состоял у кого-то на службе и не был осужден за какие-либо преступления. Кроме того, каждый землевладелец имел право голоса на городском собрании, которое принимало решения о сборе налогов, строительстве дорог и выбирало городскую администрацию.
Пуританская церковь не была автоматически доступна для всех местных жителей, поскольку, по мнению пуритан, не все люди предназначены для спасения. Прихожанами становились лишь те, кто был избран и принят конгрегацией. «Избранными» или «святыми» было лишь около 40 % населения Новой Англии.

#### Фермеры
Фермер Новой Англии, как и британский фермер того времени, обладал всей полнотой власти как над своим имуществом, так и над семьей. Выходя замуж, английская женщина отказывалась не только от своей девичьей фамилии, но и от имущества, которое переходило к мужу, а также от юридического статуса и права на участие в политической жизни, даже если она становилась вдовой. Роль женщин состояла только в содержании домашнего хозяйства и уходе за мужем и детьми. Обычно замуж выходили в возрасте 20-25 лет и в семье в среднем было до 6-8 детей. В обязанности женщин входило не только приготовление пищи, но и прядение, и вязание, изготовление масла, свечей и мыла.

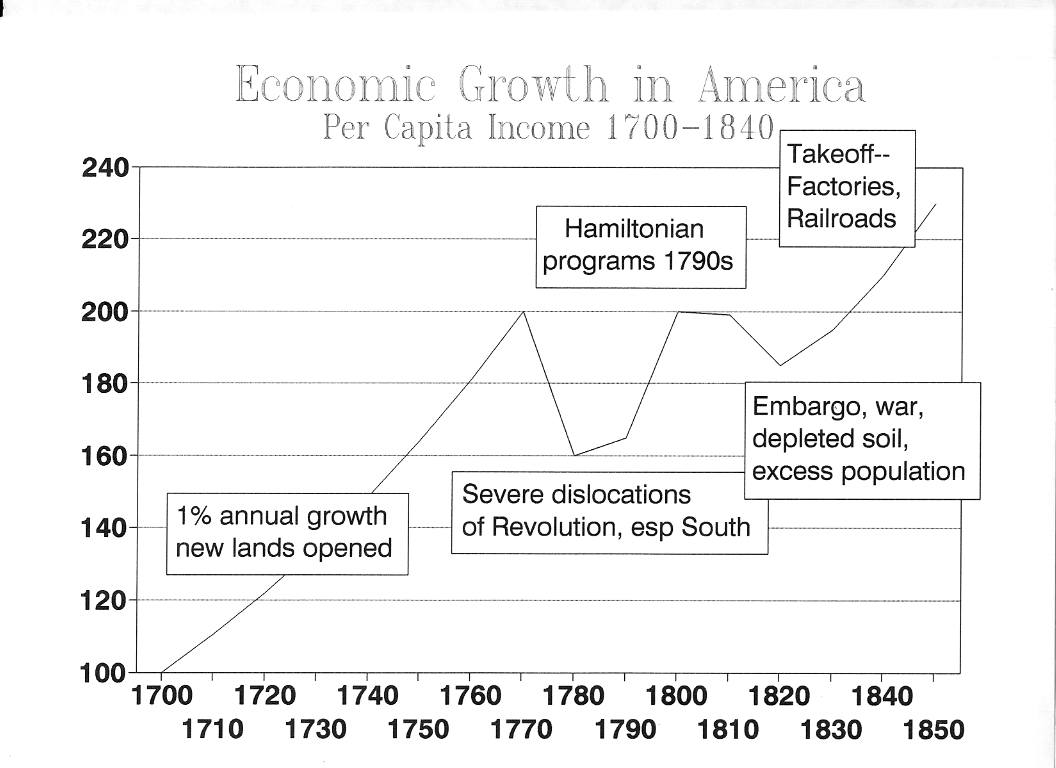
Экономический рост Америки в 1700—1840 гг. в расчете дохода на душу населения.

Когда сыновья подрастали, им обычно помогали обустроить собственные фермы. На свадьбу детям дарили участки земли, скот или хозяйственную утварь, реже деньги. Молодые сами находили себе пару среди своих знакомых, подходящих по возрасту, национальности, вероисповеданию и социальному статусу. Родители обычно не вмешивались, но имели право отвергнуть выбор своих детей.
Жилище, как правило, было деревянным, одноэтажным, с чердаком или мансардой, на основании в виде прочного сруба из тесаных бревен и с печью посредине для приготовления пищи и отопления в зимний период. Внутренние помещения состояли из прихожей, нередко совмещенной с кухней, гостиной, в которой стояла кровать родителей, и столовой, где также выполняли работы на дому. Дети обычно спали в мансарде.

#### Горожане
Из-за обилия строевого леса в Новой Англии процветало кораблестроение. Верфи и лесопилки были построены в устье почти каждой реки. Их работников и непрерывно растущее сельское население обслуживали ремесленники и торговцы. Кузнецы, краснодеревщики и колесники нередко устраивались в деревнях. Торговцы скупали зерно и прочие местные товары (бочки, кровлю для крыш, поташ…) и продавали импортный товар: одежду, металлические изделия, оконное стекло, сахар и патоку. Поскольку доставка импорта осуществлялась морскими перевозками, их магазины и склады преимущественно располагались в портовых городах. Здесь же и вдоль дорог располагались таверны (в то время совмещенные с гостиницами) и конюшни, обслуживающие транспортную систему. Кроме того, в портовых городах имелись фабрики по производству из патоки, доставляемой из Вест-Индии, гранулированного сахара и рома.
В портах сосредоточивался рыболовный флот. Рыба, лес и продукты деревообработки (в основном, бочки для мелассы и других грузов) экспортировались в Вест-Индию и Европу. Богатые купцы доминировали в социальной жизни Новой Англии. Их двухэтажные дома были построены в георгианском стиле, имели симметричный фасад, специальные помещения для библиотеки, столовой, гостиной и нескольких спален для хозяев, их детей и гостей на верхнем этаже.

#### Образование и культура

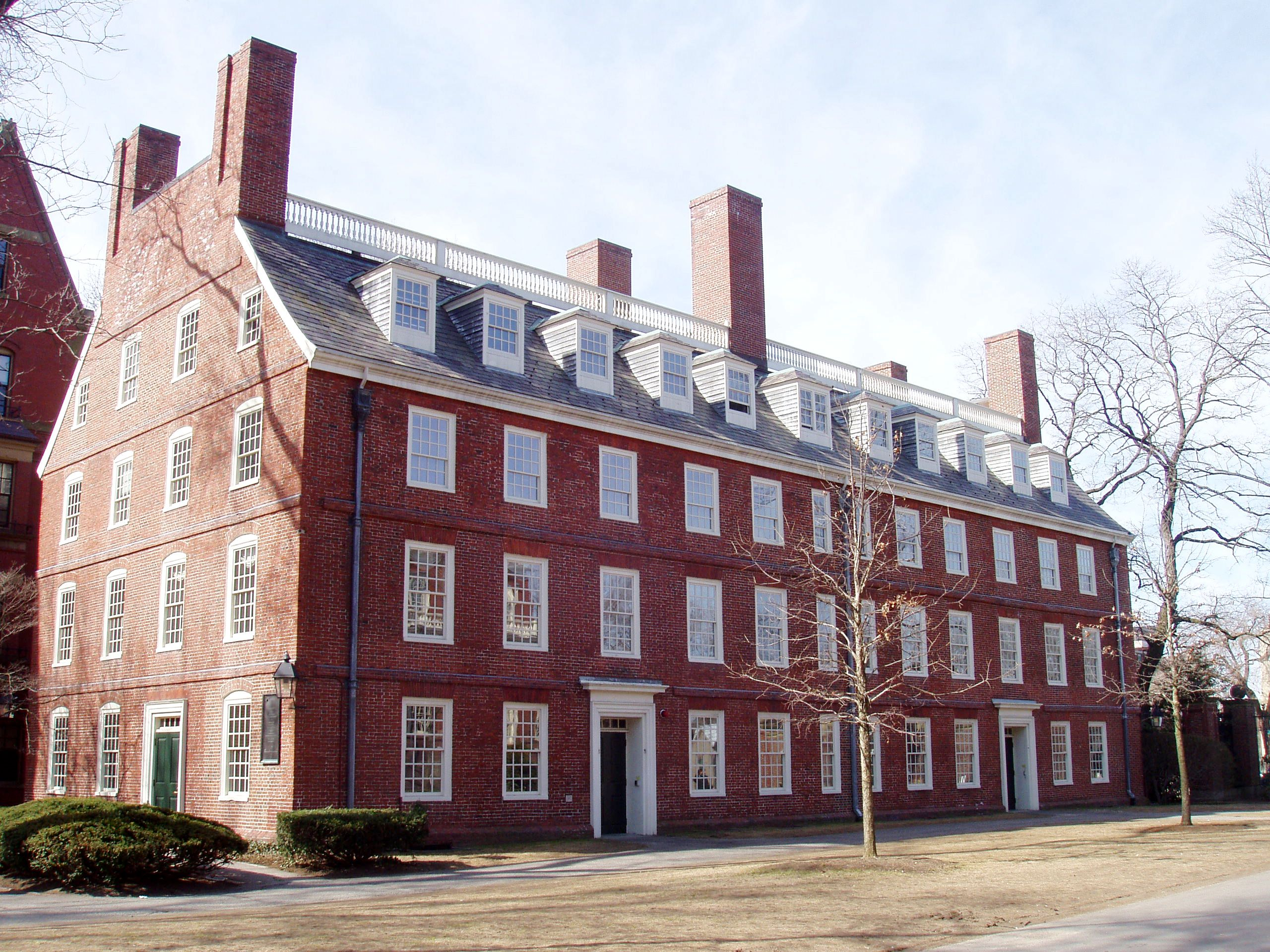
Массачусетс-Холл, самое старое здание Гарвардского университета, которое было построено в 1718—1720 годах как общежитие для студентов.

Хотя в ту эпоху образование было преимущественно необязательным и его оставляли на усмотрение родителей, многие религиозные конфессии, в том числе пуритане, имели муниципальные школы, содержащиеся за счет налогоплательщиков. В основном это были церковно-приходские школы и религиозные колледжи, поскольку пуритане считали, что быть грамотным необходимо для изучения Библии. Начальные школы в Новой Англии был обязан содержать каждый городок.
Кроме начальных школ в городах были также частные школы для детей из обеспеченных семей. В средней школе обучалось не более 10 % населения. Основным предметом была грамматика. Большинство мальчиков вместо средней школы получало навыки работы на фермах, помогая родителям, или в качестве подмастерьев у ремесленников. Лишь немногие девочки могли обучаться в немногочисленных женских школах. Чаще они получали домашнее образование или обучались грамоте в компании сверстниц на дому у кого-то из знакомых. Тем не менее, к 1750 году практически каждый мужчина и более 90 % женщин Новой Англии могли читать и писать.
В 1636 году пуританами был основан Гарвардский колледж, а в 1701 году — Коллегиальную школу, ныне Йельский университет. Баптисты организовали свой религиозный колледж (Колледж Род-Айленда, ныне Брауновский университет) в 1764 году, а конгрегационалисты — Дартмутский колледж в 1769 году. Колледж Вильгельма и Марии в Виргинии появился в 1693 году, он считался англиканским. В колледжах готовили религиозных деятелей, юристов и врачей. Факультетов в них первоначально не было, и все студенты получали одинаковое образование, состоявшее в изучении латинского и греческого языков, математики, истории, философии, логики, этики, риторики и основ естествознания. Первые медицинские институты появились в конце XVIII века в Нью-Йорке и Филадельфии.
В XVIII веке в Новой Англии издавали журналы, публиковали памфлеты, книги и сборники религиозных гимнов. В частности, в 1702 году была издана книга известного американского проповедника Коттона Мэзера Magnalia Christi Americana (Великие труды Христа в Америке). В 1754 году вышла в свет философская работа Джонатана Эдвардса «Внимательное и точное исследование взглядов о свободе воли». Эдвардс считается лидером американского движения, называемого Великое пробуждение. Театральные пьесы и слишком вольные по содержанию или недостаточно религиозные сочинения в пуританской Новой Англии были под запретом.

#### Религия
В отличие от метрополии, в колониях англиканская церковь не была официальной. Первоначальный религиозный фанатизм пуритан постепенно также был ослаблен новыми иммигрантами. Поэтому движение Великого пробуждения, распространившееся в 1730—1740 годах, привело к укреплению религиозности населения и распространению влияния религиозных конфессий. Для укрепления своих позиций и подготовки новых кадров церковнослужителей, Джордж Уайтфильд и другие сторонники этого движения организовали ряд новых колледжей, в том числе Принстонский университет.

### Средние колонии
В противоположность Новой Англии на территории колоний Нью-Йорк, Нью-Джерси и Пенсильвания прирост населения, не ограниченный по конфессиональному признаку, был обеспечен преимущественно иммиграцией из Европы. К 1750 г. здесь проживало около 300 тысяч человек. Только из Германии и Ирландии прибыло по 50-60 тысяч новых жителей. Основатель и владелец колонии Пенсильвания Уильям Пенн привлек британских квакеров и других иммигрантов своей политикой религиозной толерантности и бесплатными раздачами земельных владений с правом перепродажи.

#### Этническое разнообразие
В Средних колониях разнообразие архитектуры отражало пестрый этнический состав населения. В Нью-Йорке и Олбани здания в основном были построены в голландском стиле, с кирпичным экстерьером и высокими щипцами над боковыми стенами. Многие голландские церкви в плане восьмиугольные. Этнические немцы и валлийцы строили свои дома из бутового камня, как это принято у них на родине, не используя в качестве строительного материала лес, в изобилии растущий вокруг. До 80 % домов в Пенсильвании целиком построены из камня. В то же время ирландцы использовали лес для сооружения своих бревенчатых хижин.
Аналогично была разной и обстановка внутри дома. Квакеры, селившиеся в сельской местности, предпочитали мебель простую и непритязательную: столы, стулья, шкафы, но изысканно отделывали стены дома. Квакеры-горожане имели гораздо более прихотливую мебель. Одним из крупнейших центров производства мебели была Филадельфия, где проживали её потребители, богатые купцы. В том числе здесь изготовляли элегантные письменные столы и высокие комоды, которые немецкие краснодеревщики покрывали тонкой резьбой с изображением цветов и птиц. Немецкие гончары продавали горшки, кувшины и тарелки как в элегантном, так и в традиционном стиле.
Этнические различия касались и отношений между полами. Среди пуритан Новой Англии женщин не было принято привлекать к полевым работам, а в немецких общинах Пенсильвании женщины работали и в поле, и в конюшнях. Немцы и голландцы предоставляли женщинам больше имущественных прав, в том числе их женщины могли составлять завещания о наследовании принадлежащего им имущества.
Доля белых колонистов, иммигрировавших с Британских островов (англичан, шотландцев, ирландцев и валлийцев), в конце XVIII в. составляла в Америке около 85 %. Примерно 8,8 % местных жителей были этническими немцами, а 3,5 % — голландцами.

#### Фермерство
Этническое разнообразие Средних колоний сказывалось, в том числе, и на сельскохозяйственной практике. В частности, этнические немцы на пашне предпочитали использовать волов, а не лошадей, а шотландцы и ирландцы преимущественно разводили свиней и сеяли кукурузу. В Ирландии преобладали мелкие землевладения, и жители этой страны старались извлечь из земли максимум возможного, а кукуруза давала одновременно зерно для людей и корм для скота.
До 1720 г. регион производил преимущественно муку и зерновые для экспорта в Вест-Индию. Дополнительной статьей экспорта были меха, которые выменивали у индейцев. В период между 1720 и 1770 г., когда население Европы быстро росло, цены на зерно там повысились вдвое, и объём экспорта зерновых в Европу также вырос. Кроме зерновых в Средних колониях возделывали лён для ирландского производства льняного полотна.

#### Морские порты
Морские порты Средних колоний выросли, благодаря торговле зерном. К 1750 г. население Филадельфии составляло до 25 000, а Нью-Йорка — до 15 000 человек. В их политической жизни, как и в Новой Англии, доминировали богатые купцы. Половину торговли Филадельфии контролировали около 40 купеческих семей. Большинство населения представляло собой средний класс, состоявший из мелких торговцев, ремесленников, корабелов, мясников, бондарей, портных, кожевенников, пекарей, плотников, каменщиков и работников многих других профессий. Обычно их занятие было семейным бизнесом, в нём участвовали оба родителя и их дети, которые обучались профессиональным навыкам с самого младшего возраста.
На низшей ступени социальной лестницы стояли низкооплачиваемые наемные работники доков, прежде всего грузчики, в том числе чернокожие, как вольнонаемные, так и рабы. К 1750 г. они составляли до 10 % городского населения. Кроме того, в портах всегда были матросы, также частью чернокожие.

### Юг
В южных колониях политически доминировали богатые плантаторы-рабовладельцы. К 1750 г. здесь проживало около 650 тысяч человек, из которых 40 % — чернокожих рабов. Они выращивали табак, индиго и рис на продажу, а также для собственного пропитания . Большинство свободных белых людей представляли собой фермеры, владевшие небольшими участками земли и правом голоса.

#### Женщины Юга
Со второй половины XX в. американские историки обращали особое внимание на роль женщин в социальной истории. В первых колониях региона Чесапикского залива белых женщин было очень мало. Население преимущественно состояло из молодых холостяков, навербованных в Европе в качестве наемных работников. После 1619 г. в них стали появляться африканские женщины, но их социальный статус в то время остается предметом споров. Поэтому в большинстве южных колоний XVII в. нормальная семейная жизнь была либо невозможна, либо нестабильна. Наряду с рассеянностью населения на обширных территориях это привело к частому сожительству белых поселенцев с черными рабынями.
Из-за высокой смертности женщины часто становились вдовами, наследуя имущество мужа, которое они вскоре увеличивали, вновь выходя замуж, что способствовало росту их социальной значимости. В XVIII в., когда население стабилизировалось, увеличилось количество детей, но социальный статус женщин упал.

#### Рабы
Работавшие на плантациях табака, риса и индиго чернокожие рабы были завезены из Африки. По закону рабы не имели никаких прав и имущества. Хотя южные колонии были самыми прибыльными в расчете на душу населения (включая рабов), все доходы доставались их господину. В XVI—XVII вв. в Америку отправилось 6 миллионов человек, из которых 60 % были рабами. Ещё 170 000 африканцев было вывезено между 1700 и 1750 гг. К 1750 г. в английских колониях Северной Америки проживало около 250 000 рабов, которые в Каролинах составляли большинство населения. Согласно первой переписи, проведенной после обретения независимости, в США было 697 681 раб и 59 527 свободных жителей чёрной расы.